# Justine Brabant
Justine Brabant, née en 1989, est une journaliste et chercheuse française.
Elle est notamment l'auteur d'un travail de recherche sur les combattants de guerre des Kivus en République démocratique du Congo.

## Biographie
Justine Brabant naît en 1989.
Elle est journaliste, d'abord pigiste pour Arrêt sur images, France Culture et Médiapart , puis employée de ce dernier média depuis novembre 2020.
Elle a notamment suivi l'actualité africaine, en particulier celle la République démocratique du Congo, et depuis septembre 2023, la guerre en Ukraine et ses conséquences, ainsi que les questions militaires.
Son ouvrage de 2017 Impunité zéro, violences sexuelles en temps de guerre, co-écrit avec Leïla Minano est une enquête sur les crimes sexuels durant les conflits armés en Syrie, Centrafrique et Ukraine, ainsi que dans les centres de détention de  Guantanamo et à Abu Ghraib. Les autrices dénoncent l'impunité des crimes sexuels en temps de guerre.
Dans Mauvaise troupe, les deux autrices continuent leur enquête sur les nouvelles jeunes recrues de l'armée française, des jeunes recrutés au lendemain des attentats contre Charlie Hebdo et envoyés par la suite sans expérience sur le terrain notamment en Afrique. Ellesy  analysent les opérations militaires Sentinelle, Sangaris, puis Serval.